# Akrotiri și Dhekelia
Akrotiri și Dhekelia sunt două baze militare suverane ale Regatului Unit situate în Cipru. Bazele au fost păstrate sub administrarea Regatului Unit după acordarea independenței în 1960 datorită poziției strategice a Ciprului în Marea Mediterană.

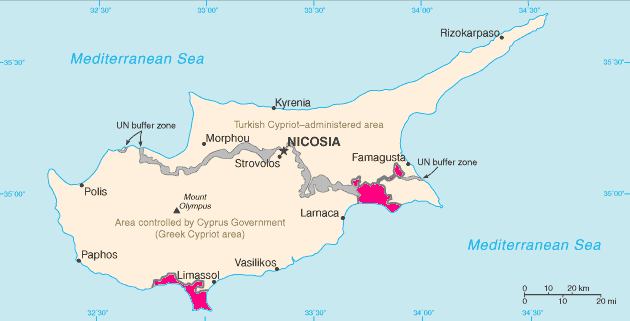
Bazele militare suverane Akrotiri (stânga) și Dhekelia indicate cu roz

Akrotiri (greacă Ακρωτήρι, turcă Agrotur) împreună cu Garnizoana Episkopi formează partea numită Baza Militară Suverană Vestică (Western Sovereign Base Area prescurtat WSBA) aflată în sud-vestul insulei, lângă orașul Limassol. Dhekalia (greacă Δεκέλεια, turcă Dikelya) împreună cu Ayios Nikolaos formează Baza Militară Suverană Estică (Eastern Sovereign Base Area prescurtat ESBA) aflată în sud-estul insulei lângă Larnaca. Satele Xylotympou și Ormidhia formează două enclave în teritoriul bazei. Centrala Electrică Dhekalia aparține tot de Cipru cu toate că se află tot în interiorul bazei și este separată în două de un drum britanic. Dhekalia se învecinează cu Republica Turcă a Ciprului de Nord și cu Zona de Demarcație a Națiunilor Unite în Cipru.
În timpul invaziei Ciprului de Nord de către Turcia, trupele britanice nu au luat parte la conflict, dar au permis stabilirea refugiaților în baza Dhekalia. Avansul armatei turce s-a oprit în dreptul acestei baze pentru a evita un conflict militar cu Regatul Unit, de aceea partea sud-vestică a insulei Cipru - peninsula Ayia Napa a rămas sub controlul Republicii Cipru.
Ciprul a cerut în repetate rânduri retrocedarea bazelor, motivând faptul că acestea ocupă o suprafață foarte mare ce ar putea fi utilizată în scop civil. Timp de patru ani, între 1960 și 1964, Regatul Unit a plătit chirie pentru acestea, dar după conflictul intercomunal din 1964 a încetat plățile motivând faptul că nu există nici o garanție că cele două comunități vor beneficia în mod egal de acestea. Guvernul cipriot continuă să ceară chiriile retroactiv pentru toată perioada din 1964 până în prezent, suma totală fiind estimată la peste un miliard de euro. Regatul Unit s-a oferit să cedeze 117 km² în cadrul Planului Annan pentru Cipru, plan ce a fost respins în 2004.
Actualmente se estimează la aproximativ 3000 numărul trupelor britanice din aceste baze, iar numărul total al locuitorilor este de aproximativ 14.000 din care jumătate sunt ciprioți. Bazele reprezintă 3% din teritoriul insulei Cipru, fiind deținut în procent de 60% de cetățeni ciprioți sau britanici, iar restul de 40% aparținând Ministerului Apărării al Regatului Unit fie sunt clasificate ca terenuri ale Coroanei Britanice.

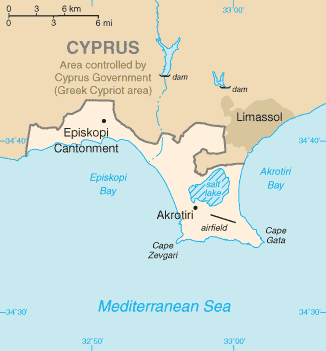
Baza Akrotiri
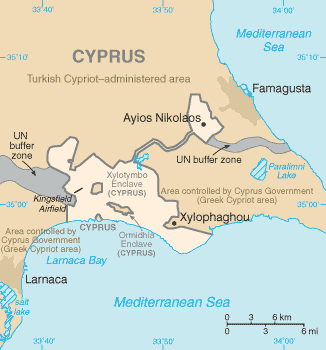
Baza Dhekelia